# Palazzo del Capitano (Uzzano)
Il Palazzo del Capitano è un edificio storico che sorge nel borgo medievale di Uzzano Castello, comune di Uzzano, nella Valdinievole.

## Storia
Nel corso del XIII secolo, le magistrature del comune di Uzzano e Costa costruirono una sede dove riunirsi, che fosse punto di riferimento per l'intera comunità. Fu scelta la zona centrale del paese, dove fu realizzata una piazza per le adunanze e ogni pubblica iniziativa. Nel XIV secolo, con il passaggio del comune di Uzzano e Costa dal dominio di Lucca a quello fiorentino, il palazzo fu ampliato e assunse l'attuale volumetria. Divenne la sede del podestà, che qui governava il territorio e amministrava la giustizia. Nei secoli successivi, mantenne le funzioni di palazzo pubblico e fu sottoposto a modifiche strutturali, come la chiusura del loggiato a piano terra per ricavarvi stanze e la realizzazione di un balcone sulla facciata principale. Nel 1775, il Granduca Pietro Leopoldo accorpò la cancelleria comunitativa di Uzzano a quella di Vellano, scegliendo come sede del nuovo ente la vicina Pescia, a metà strada tra le due comunità. Il palazzo perse le funzioni di luogo di riunione delle magistrature comunali e vi furono insediate le scuole pubbliche. Ha mantenuto tale funzione fino al 1982.

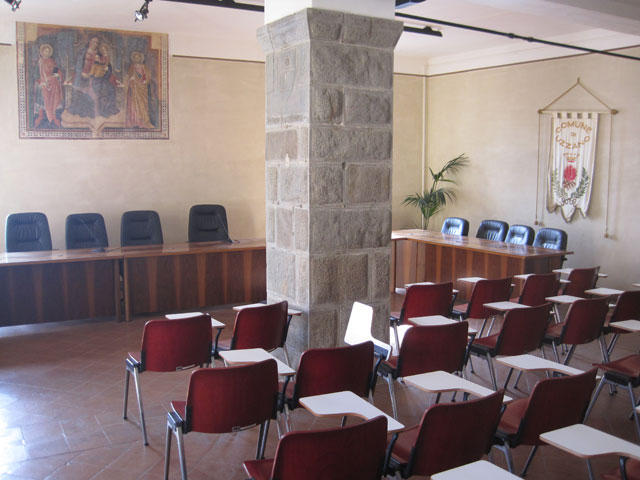
Sala principale

Nel 1934, l'amministrazione comunale promosse ingenti lavori di restauro al palazzo, su progetto dell'architetto Umberto Cappelli di Lucca. Fu riaperto il loggiato, furono abbattuti gli intonaci e ripristinate le vecchie arcate a sesto acuto. L'interno fu, invece, rifatto con criteri moderni, suddiviso in stanze per poter adempiere al meglio alle funzioni di scuola elementare e sede del Fascio. Dopo la chiusura delle scuole elementari, il palazzo è rimasto in stato di semiabbandono per diversi anni, finché alla fine degli anni novanta se ne decise il restauro conservativo e il recupero funzionale. 

## Descrizione
Il palazzo si sviluppa su tre piani. Al pianoterra, il grande loggiato, con archi a sesto acuto e soffitti a crociera. Sulle pareti del loggiato, tre grandi lapidi marmoree ottocentesche, una in ricordo del plebiscito per l'annessione al Regno d'Italia e le altre due in onore dei sovrani Vittorio Emanuele II e Umberto I. Si accede al palazzo da un portale in pietra con due scalini, sopra il quale è scolpito lo stemma comunale. Si giunge quindi all'androne, alla cui sinistra si accede a un ambiente con volte a mattoni nel quale è stata allestita un'aula scolastica d'inizio '900. Al primo piano, è presente una grande sala riunioni per il consiglio comunale e per iniziative culturali, con al centro un grosso pilastro in pietra. Sulla parete meridionale un affresco raffigurante la Madonna in trono tra i Santi Jacopo e Martino (XV secolo). Attraverso un corridoio si accede al cortile laterale. Al secondo piano, si trova l'archivio storico del comune con due stanze per la consultazione dei documenti.